# Ebon Moss-Bachrach
Ebon Moss-Bachrach (Amherst, 19 marzo 1977) è un attore statunitense.
Per la sua interpretazione nel ruolo di Richie Jerimovich in The Bear ha vinto due Premi Emmy, un Critics' Choice Award e ha ottenuto una candidatura al Golden Globe come miglior attore non protagonista in una serie.

## Biografia
Ha esordito come attore nel 1999, ed è principalmente noto per il film La casa sul lago del tempo, in cui interpreta il fratello di Keanu Reeves. È sposato dal 2010 con la fotografa Yelena Yemchuk dalla quale ha avuto due figlie, Sasha e Mirabelle.

## Filmografia

### Cinema
- I Tenenbaum (The Royal Tenenbaums), regia di Wes Anderson (2001)
- Mona Lisa Smile, regia di Mike Newell (2003)
- Stealth - Arma suprema (Stealth), regia di Rob Cohen (2005)
- Live Free or Die, regia di Gregg Kavet e Andy Robin (2006)
- La casa sul lago del tempo (The Lake House), regia di Alejandro Agresti (2006)
- Matrimonio per sbaglio (Wedding Daze), regia di Michael Ian Black (2006)
- Suburban Girl, regia di Marc Klein (2007)
- Un amore senza tempo (Evening), regia di Lajos Koltai (2007)
- Un microfono per due (The Marc Pease Experience), regia di Todd Louiso (2009)
- Higher Ground, regia di Vera Farmiga (2011)
- Lola Versus, regia di Daryl Wein (2012)
- Gods Behaving Badly, regia di Marc Turtletaub (2013)
- We'll Never Have Paris, regia di Simon Helberg e Jocelyn Towne (2014)
- L'arte della truffa (Lying and Stealing), regia di Matt Aselton (2019)
- Buttiamo giù l'uomo (Blow the Man Down), regia di Bridget Savage Cole e Danielle Krudy (2020)
- Tesla, regia di Michael Almereyda (2020)
- Sharp Stick, regia di Lena Dunham (2022)
- Fidanzata in affitto (No Hard Feelings), regia di Gene Stupnitsky (2023)
- Hold Your Breath, regia di Karrie Crouse (2024)
- I Fantastici Quattro - Gli inizi (The Fantastic Four: First Steps), regia di Matt Shakman (2025)

### Televisione
- Law & Order: Criminal Intent – serie TV, episodio 1x01 (2001)
- Law & Order - Il verdetto (Law & Order: Trial by Jury) – serie TV, episodio 1x04 (2005)
- Law & Order - Unità vittime speciali (Law & Order: Special Victims Unit) – serie TV, episodio 8x01 (2006)
- Kidnapped – serie TV, episodio 1x03 (2006)
- John Adams – miniserie TV, episodi 1x04-1x05-1x07 (2008)
- Fringe – serie TV, episodio 1x05 (2008)
- Medium – serie TV, episodio 5x17 (2009)
- Damages – serie TV, 8 episodi (2010)
- Rubicon – serie TV, episodi 1x03-1x06-1x10 (2010)
- Person of Interest – serie TV, episodi 2x16-5x12 (2013-2016)
- Girls – serie TV, 26 episodi (2014-2017)
- Believe – serie TV, episodio 1x05 (2014)
- The Last Ship – serie TV, 10 episodi (2014-2015)
- The Punisher – serie TV, 12 episodi (2017)
- NOS4A2 – serie TV, 13 episodi (2019-2020)
- The Dropout – serie TV, episodi 1x06-1x07-1x08 (2022)
- Andor – serie TV, episodi 1x04-1x05-1x06 (2022)
- The Bear – serie TV (2022-in corso)

## Riconoscimenti
- Premio Emmy
  - 2023 - Miglior attore non protagonista in una serie commedia per The Bear
  - 2024 - Miglior attore non protagonista in una serie commedia per The Bear
  - 2025 - Candidatura al miglior attore non protagonista in una serie commedia per The Bear

## Doppiatori italiani
Nelle versioni in italiano delle opere in cui ha recitato, Ebon Moss-Bachrach è stato doppiato da:
- Giorgio Borghetti in The Dropout, Andor, Hold Your Breath
- Riccardo Scarafoni in Damages, Believe, I Fantastici Quattro - Gli inizi
- Francesco Sechi in Lola Versus, Tesla
- Francesco Bulckaen in Person of Interest (1ª voce), NOS4A2
- Ruggero Andreozzi in The Bear
- Stefano Brusa  in Law & Order: Criminal Intent
- Massimiliano Manfredi in Stealth - Arma suprema
- Fabrizio Manfredi in La casa sul lago del tempo
- Enrico Di Troia in Un amore senza tempo
- Fabrizio De Flaviis in John Adams
- Riccardo Rossi in Fringe
- Gabriele Calindri in Un microfono per due
- Emiliano Coltorti in Girls
- Gabriele Lopez in The Last Ship
- Gianluca Solombrino in Person of Interest (2ª voce)
- Andrea Devenuti in The Punisher
- Roberto Accornero in L'arte della truffa
- Simone Crisari in Buttiamo giù l'uomo
- Gianluca Crisafi in Fidanzata in Affitto